# Кантамаек (муниципалитет)
Кантама́ек (исп. Cantamayec) — муниципалитет в Мексике, штат Юкатан, с административным центром в одноимённом городе. Население муниципалитета, по данным переписи 2010 года, составило 2407 человек.

## Общие сведения
Название происходит от майяйского: Can — четыре, Tamay — название одного из местных деревьев, и Ec — улей, соты. В сочетании это можно перевести как четыре дерева-тамай с сотами.
Площадь муниципалитета равна 356 км², что составляет 0,89 % от общей площади штата, а наивысшая точка — 30 метров, расположена в поселении Цуциль.
Он граничит с другими муниципалитетами Юкатана: на севере с Сотутой, на востоке с Яшкабой, на юго-востоке с Тахцью, на юге с Чаксинкином, Тишмеуаком и Текашем, на юго-западе с Теабо, и на западе с Майяпаном.

## Учреждение и состав
Муниципалитет был образован 18 января 1917 года, в его состав входит 15 населённых пунктов, самые крупные из которых:
| Код INEGI | Населённый пункт                                                                     | Численность населения (2005 год) | Численность населения (2010 год) |
| --------- | ------------------------------------------------------------------------------------ | -------------------------------- | -------------------------------- |
| 010       | Всего                                                                                | 2283                             | 2407                             |
| 0001      | Кантамаек (исп. Cantamayec) 20°28′03″ с. ш. 89°04′48″ з. д. (административный центр) | 1608                             | 1695                             |
| 0012      | Чолуль (исп. Cholul) 20°26′30″ с. ш. 89°09′11″ з. д.                                 | 395                              | 412                              |
| 0023      | Ненела (исп. Nenelá) 20°21′00″ с. ш. 89°01′12″ з. д.                                 | 223                              | 250                              |
| 0039      | Таб-Эк (исп. Tab-Ek) 20°27′03″ с. ш. 89°08′30″ з. д.                                 | 22                               | 15                               |

## Экономика
Основными видами экономической деятельности являются сельское хозяйство и скотоводство, а также промышленность и строительство, торговля и сервис.
По статистическим данным 2000 года, работоспособное население занято по секторам экономики в следующих пропорциях:
- сельское хозяйство и скотоводство — 58,1 %;
- производство и строительство — 28,1 %;
- торговля и сфера услуг — 13,4 %;
- безработные — 0,4 %.

## Инфраструктура
По статистическим данным 2010 года, инфраструктура развита следующим образом:
- электрификация: 92,7 %;
- водоснабжение: 96,6 %;
- водоотведение: 34,1 %.

## Достопримечательности
К достопримечательностям можно отнести храм, построенный в честь Святого Людовика в XVII веке, и храм Святого Михаила, построенный в XVIII веке.
Также на территории муниципалитета находится небольшой археологический объект Охикан.